# Saint-Cricq-Villeneuve
Saint-Cricq-Villeneuve é uma comuna francesa na região administrativa da Nova Aquitânia, no departamento Landes. Estende-se por uma área de 15,87 km². Em 2010 a comuna tinha 489 habitantes (densidade: 30,8 hab./km²).